# Rejon Kaguł
Rejon Cahul – rejon administracyjny w południowej Mołdawii.

## Demografia
Liczba ludności w poszczególnych latach:
| 1959   | 1970    | 1979    | 1989    | 2004    | 2014    |
| ------ | ------- | ------- | ------- | ------- | ------- |
| 78 142 | 100 978 | 114 381 | 122 008 | 119 231 | 124 700 |